# Шара (бог)
Шара — в шумеро-аккадской мифологии — воскресающий и умирающий бог плодородия, общинный покровитель города Умма. В некоторых текстах называется сыном или возлюбленным богини Инанны. Упоминается в мифах «С великих небес к великим недрам», «Нисхождение Инанны в нижний мир».
Хотя первоначальная этимология имени Шара неизвестна, по словам Фабьена Хубера Вюйе, в аккадском языке оно было переосмыслено как производное от слова šārum, «ветер». Шара был богом города Умма, что соответствует современному Телль-Джохе в Ираке. Документы из этого города также фиксируют существование множественных вторичных локальных проявлений его. Предполагается, что он был главным богом в пантеоне этого района под влиянием своего культового центра, и его положение в раннединастическом списке богов из Шуруппака (Телль-Фара) может отражать его статус главного божества. Его основной функцией было покровительcство области, которая. Таким образом, он отвечал за сельское хозяйство, животноводство и обслуживание ирригационной сети. Эта роль была проиллюстрирована его эпитетом гугал-ан-негара, «инспектор канала, назначенный Аном». Посвященный ему плуг (gišapin-dŠará-da-sù-a, возможно, следует понимать как "плуг под названием «Марш с Шарой») засвидетельствован в документах из Уммы. Его также можно описать как божество-воина, и в этом случае его атрибутом была стрела. Было высказано предположение, что львы, присутствующие на печатях из Уммы, могут быть эмблемой города, и что лев, сопровождающий фигуру бога на печатях из этого города, может обозначать изображение Шары. Точно так же богини в сопровождении львов могут представлять супругу Шары Нинуру. В списках богов первого тысячелетия до нашей эры Шара может быть переосмыслен как женское божество.
Теофорные имена, ссылающиеся на Шару, засвидетельствованы в документах из Суз в Эламе древневавилонского периода, которые могут указывать на то, что их носители или их семьи первоначально прибыли из Уммы, либо в качестве иммигрантов, либо в качестве военнопленных, возможно, уже в период Ура III. Аналогичный аргумент был приведен для людей с именами, ссылающимися на Наси (Нанше) и её соответствующий культовый центр. Шара также засвидетельствована как божественный свидетель в юридических текстах из Сузы, хотя и редко.

## Упоминания в мифологии
И сам Шара, и место, связанное с ним, Сигкуршага, появляются в мифе «Спуск Инанны в подземный мир». Когда Инанна ищет замену после освобождения из подземного мира, Шара является одним из кандидатов, которых она рассматривает, но поскольку, как и Ниншубур и Лулал, он должным образом оплакивал её смерть, она говорит демонам, сопровождающим её, пощадить его. По словам Эндрю К. Коэна, в этой композиции он представлен как слуга Инанны, как и два других вышеупомянутых божества.
В мифе об Анзу Шара является последним из трех богов, которые отказываются сражаться с одноимённым монстром, двумя другими являются Адад и Гирра.
Шара кратко упоминается в «Лугальбанде и птице Анзуд», где во время встречи с Инанной одноимённый герой Лугальбанда сравнивается как с ним, так и с Думузи.